# John Fru Ndi

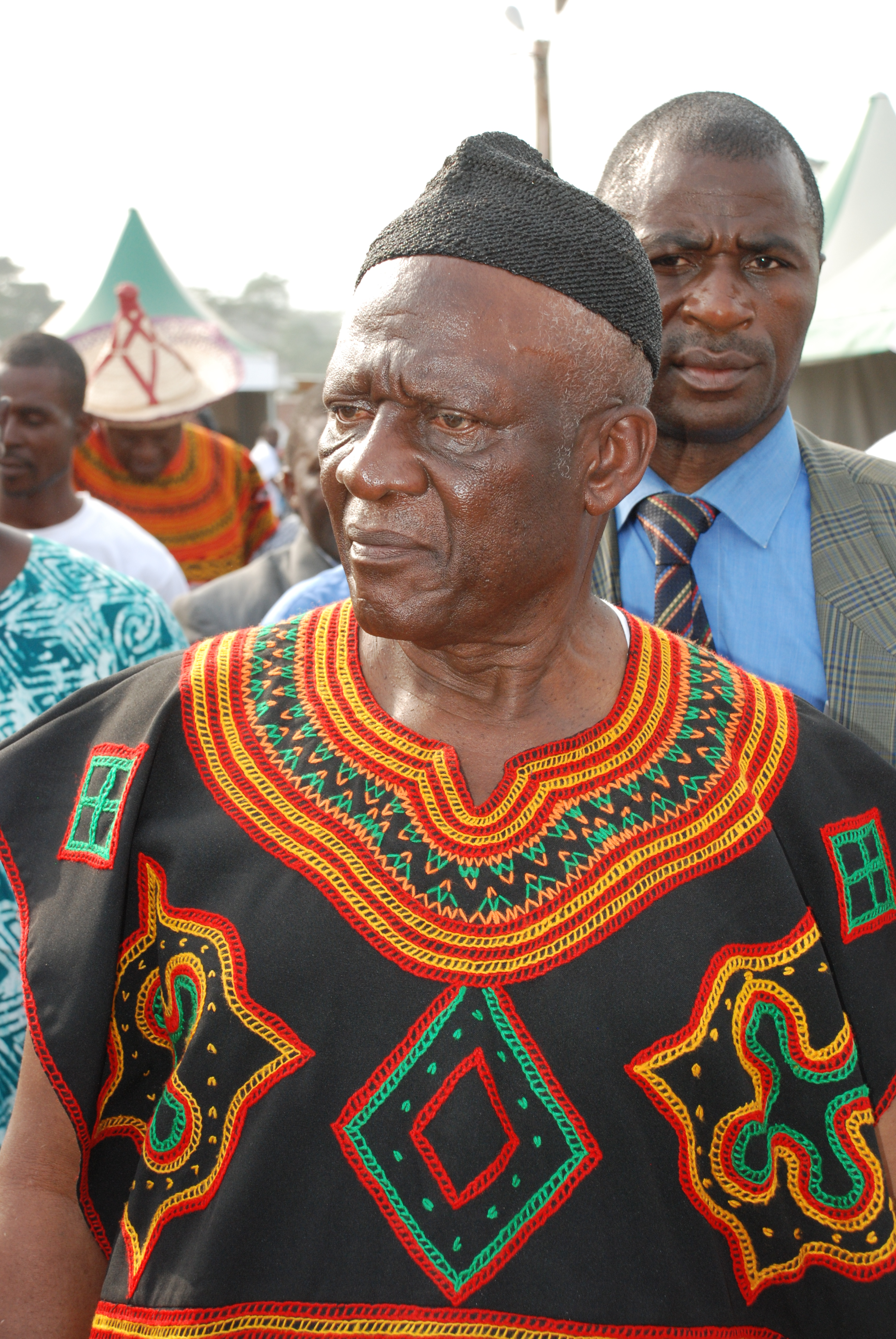
John Fru Ndi

John Fru Ndi (* 7. Juli 1941 in der Nähe von Bamenda; † 12. Juni 2023 in Yaounde) war ein kamerunischer Politiker (Front Social Démocrate).

## Leben
Er war der Gründer der sozialdemokratischen Oppositionspartei, der Sozialdemokratischen Front (Social Democratic Front – SDF). Fru Ndi war Kandidat bei mehreren Präsidentschaftswahlen. Im Jahre 1992 trat er als einziger Kandidat in einer Wahlkoalition der Oppositionsparteien gegen den amtierenden Präsidenten Paul Biya an, unterlag aber. Seine Unterstützer sprachen von Wahlbetrug.
Bei der Wahl am 11. Oktober 2004 erhielt er 17,4 % der Wählerstimmen, am 9. Oktober 2011 erhielt er 10 %.
Fru Ndi wurde 2005 von einer Kameruner Zeitung beschuldigt, 500 Millionen CFA-Franc BEAC erhalten zu haben, um die Dynamik der Opposition zu schwächen. Das französische Comité catholique contre la faim et pour le développement (CCFD, Katholisches Komitee gegen Hunger und für Entwicklung) konnte diese Behauptung nicht bestätigen.
Bei der Präsidentschaftswahl 2018 verzichtete John Fru Ndi zugunsten des jüngeren Joshua Osih auf eine weitere Kandidatur. 2019 wurde er im Zusammenhang mit den Aktivitäten englischsprachiger Separatisten zweimal entführt, aber jeweils wieder freigelassen.
Er starb am 12. Juni 2023 im Alter von 81 Jahren in Yaounde.